# Ormosia cockerelli
Ormosia cockerelli là một loài ruồi trong họ Limoniidae. Chúng phân bố ở miền Tân bắc.